# 26 commissaires de Bakou

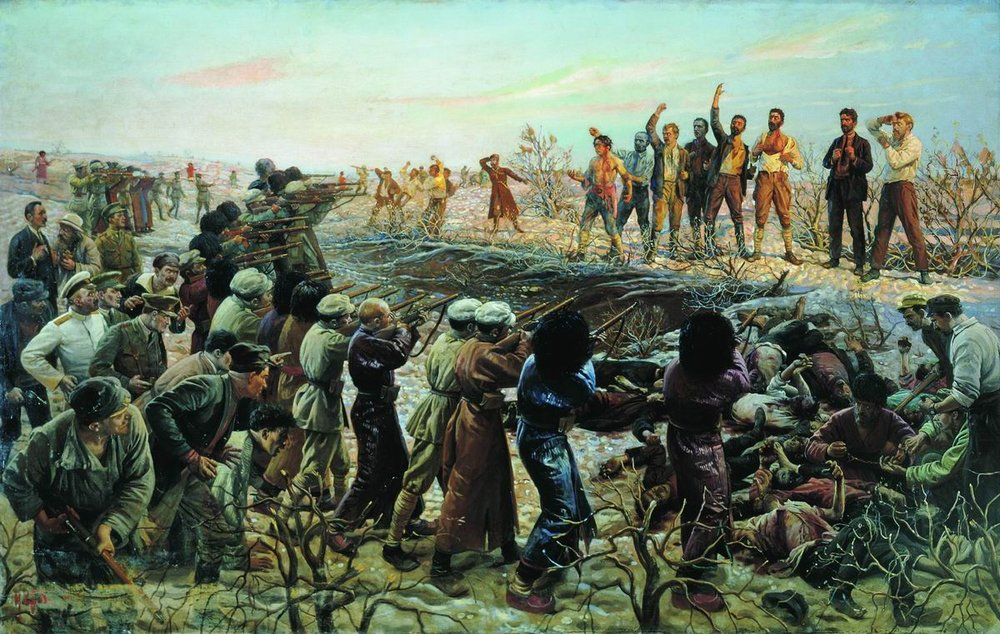
Exécution des 26 commissaires de Bakou, tableau réaliste socialiste par Isaak Brodsky.

Les 26 commissaires de Bakou étaient des bolcheviques et socialistes révolutionnaires de gauche, membres de la commune de Bakou, qui fut créée à Bakou en 1917, après la révolution d'Octobre. La commune était dirigée par Stepan Chahoumian. Le 26 juillet 1918, une coalition de membres du parti Dachnak, des socialistes révolutionnaires et mencheviks forcèrent les bolcheviks à abandonner le pouvoir. Les commissaires de Bakou tentèrent alors de s'enfuir, mais furent capturés par l'armée blanche et jetés dans une prison de Bakou.
Le 14 septembre 1918, des soldats de l'Armée rouge firent irruption dans la prison et libérèrent les commissaires qui s'enfuirent ensuite vers Krasnovodsk à bord d'un navire. Mais ils furent rapidement arrêtés, et dans la nuit du 20 septembre 1918 fusillés par un peloton d'exécution entre les gares de Pereval et Akhtcha-Kouyma du chemin de fer transcapien.

## Cinéma
- Le cinéaste soviétique géorgien Nikolaï Chenguelaia évoque cet épisode historique dans son film Les 26 commissaires (1933).